# Dorfkirche Seelübbe

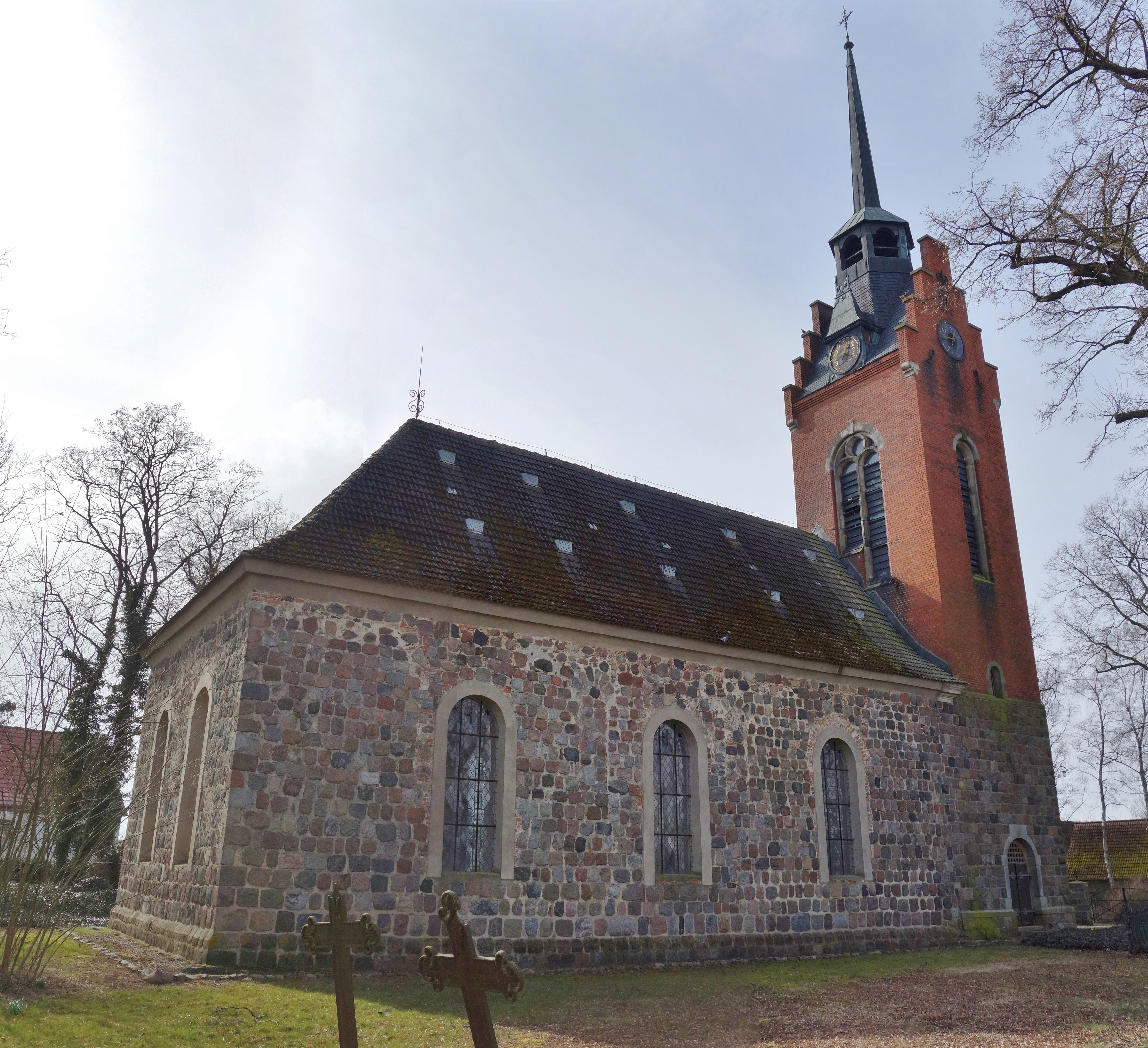
Dorfkirche Seelübbe

Die evangelische, denkmalgeschützte Dorfkirche Seelübbe steht in Seelübbe, einem Ortsteil der Kreisstadt Prenzlau im Landkreis Uckermark in Brandenburg. Die Kirche gehört zum Kirchenkreis Uckermark der Evangelischen Kirche Berlin-Brandenburg-schlesische Oberlausitz.

## Beschreibung
Die Feldsteinkirche wurde in der zweiten Hälfte des 13. Jahrhunderts erbaut. Sie besteht aus dem bauzeitlichen Langhaus mit im 18. Jahrhundert rundbogig vergrößerten Fenstern und dem 1898 im neuromanischen Stil aus Backsteinen auf einem Erdgeschoss aus Feldsteinen erbauten Kirchturm im Westen. Seine Nord- und Südwand enden in Staffelgiebeln, zwischen denen das schiefergedeckte Satteldach liegt, aus den sich ein achteckiger Dachreiter erhebt, der mit einem spitzen Helm bedeckt ist. Über dem gestuften, rundbogigen Portal im Westen befindet sich im Tympanon ein Relief des Agnus Dei.
Der Innenraum ist mit einer verputzten Flachdecke überspannt, die von Vouten gerahmt wird. Zur Kirchenausstattung gehört ein dreigeschossiges, hölzernes Altarretabel von 1607, das nachträglich zum Kanzelaltar umgestaltet wurde, der von einem Relief mit der Auferstehung bekrönt wird. In der Predella ist ein Relief vom Abendmahl, das von der Verkündigung und der Geburt Christi in seitlichen Nischen flankiert wird. Die Brüstung des Korbs der Kanzel wurde mit Reliefs der vier Evangelisten verziert. Die Orgel auf der Empore im Westen wurde 1906 von Albert Kienscherf gebaut.